# Solar Ear
A Solar Ear é uma empresa brasileira que produz aparelhos auditivos de baixo custo, que funcionam com baterias recarregáveis com energia solar. O projeto é desenvolvido a partir de uma parceria entre o Instituto CEFAC e a Universidade de São Paulo.

## Fundação
Fundada em 2002, em Botsuana, pelo canadense Howard Weinstein. Após uma viagem à África, o fundador notou o isolamento social vivido por pessoas surdas e também a inacessibilidade aos aparelhos auditivos por conta da baixa renda da população. A empresa chegou ao Brasil em 2006, abrindo sua filial em São Paulo.

## Visão
Segundo o IBGE, é estimado que 4,6 milhões de brasileiros sofram com algum grau de deficiência auditiva, sendo 1,1 milhão surdas. A empresa objetiva fornecer aparelhos e baterias acessíveis e sustentáveis à toda população. Com a ajuda da Universidade de São Paulo sua tecnologia foi ampliada, adaptando os carregadores para receberem energia de lâmpadas comuns, para dias chuvosos ou pela falta de luz do sol. As tecnologias do projeto são livres de patenteamento, contribuindo assim para a propagação do projeto ao redor do mundo.

## Responsabilidade social
Também promove a inclusão da população surda nos meios sociais, já que índices de desemprego entre essa população são maiores e o acesso à edução menor. Os aparelhos são desenvolvidos e fabricados por jovens surdos, que recebem profissionalização pela empresa, onde aprendem todo processo de fabricação e têm noções de cidadania e direitos trabalhistas.